# Stojan Deltchev
Stojan Deltchev, em búlgaro: Стоян Делчев, (Plovdiv, 3 de julho de 1959) foi um ginasta que competiu em provas de ginástica artística pela Bulgária.
Stojan foi treinado por Nikolai Nikolov, em sua cidade natal, e começou a competir pela Bulgária em 1975, aos dezesseis anos, no Torneio da Amizade Júnior, no qual conquistou o bronze na barra fixa. No ano seguinte, fez sua estreia em Olimpíadas, nos Jogos de Montreal, não passando da fase preliminar. Em 1977, em nova estreia, conquistou o ouro na barra fixa no Europeu de Vilnius, na Lituânia.
Entre seus maiores êxitos estão duas medalhas olímpicas, conquistadas nos Jogos de Moscou - ouro e bronze; dois bronzes, barra fixa e barras paralelas, em uma edição mundial - Estrasburgo 1978 - e cinco medalhas em duas edições do Campeonato Europeu, com três ouros: individual geral, solo e barra fixa. Em copas do mundo, o ginasta subiu ao pódio em duas ocasiões, somando um ouro e um bronze a sua carreira.
Deltchev casou-se com a ginasta Krassimira Varbanova e teve uma filha, Deliana. Após aposentar-se da modalidade, acabou divorciando-se e mudando-se para Reno - Nevada, nos Estados Unidos, onde abriu o ginásio Deltchev Gymnastics e trabalha como treinador. Em 2008, tornou-se o primeiro búlgaro inserido no International Gymnastics Hall of Fame